# René van Brosse
René van Brosse (circa 1470 - Pavia, 24 februari 1525) was van 1502 tot aan zijn dood graaf van Penthièvre. Hij behoorde tot het huis Brosse. 

## Levensloop
René was de oudste zoon van Jan III van Brosse, graaf van Penthièvre, en Louise van Laval, dochter van heer Gwijde XIV. 
In 1502 volgde hij zijn vader op als graaf van Penthièvre. Op 13 augustus 1504 huwde René met zijn eerste echtgenote Johanna (overleden in 1513), dochter van Filips van Komen. Na de dood van zijn schoonvader in 1511 kwam hij eveneens in het bezit van het burggraafschap Bridiers, de heerlijkheden Boussac, Renescure, Argenton, Mothes-Coupoux, Les Sables-d'Olonne en Berrie en het prinsbisdom Talmont. Ondanks zijn rijke erfenis stapelde René een hoge schuldenberg op.
René liet eveneens zijn aanspraken op het hertogdom Bretagne gelden. Hertogin Anna van Bretagne was de moeder van koning Lodewijk XII van Frankrijk. Hij probeerde in het bezit te geraken van Bretagne door Lodewijk XII in januari 1503 te huldigen, maar dit mislukte.
Omdat hij vond dat hij niet genoeg voordelen kreeg van koning Frans I van Frankrijk, sloot René zich aan bij de samenzwering van Karel III van Bourbon tegen de Franse koning. Nadat deze samenwerking ontdekt werd, werden Karel III en René van hun landerijen ontheven en werd Karel bij verstek ter dood veroordeeld voor landverraad. René volgde Karel III naar Italië, waar ze in militaire dienst gingen in het leger van keizer Karel V, die het in de Italiaanse Oorlogen opnam tegen Frans I. In februari 1525 sneuvelde René in de Slag bij Pavia.

## Huwelijken en nakomelingen
Uit zijn huwelijk met zijn eerste echtgenote Johanna kreeg René vier kinderen:
- Jan IV (1505-1564), graaf van Penthièvre
- Frans, jong gestorven
- Charlotte, huwde in 1526 met Frans van Luxemburg, burggraaf van Martigues
- Johanna, huwde in 1531 met René de Montmorency, heer van Bressuire

In 1515 huwde René met zijn tweede echtgenote Jeanne de Compeys, vrouwe van Palluau. Ze kregen een dochter:
- Françoise (overleden in 1558), huwde in 1545 met Claude Goufflier, hertog van Roannais

In 1516 huwde hij met zijn derde echtgenote Françoise de Maillé, vrouwe van Rillé. Dit huwelijk bleef kinderloos.